# Landskronas stadsbusstrafik

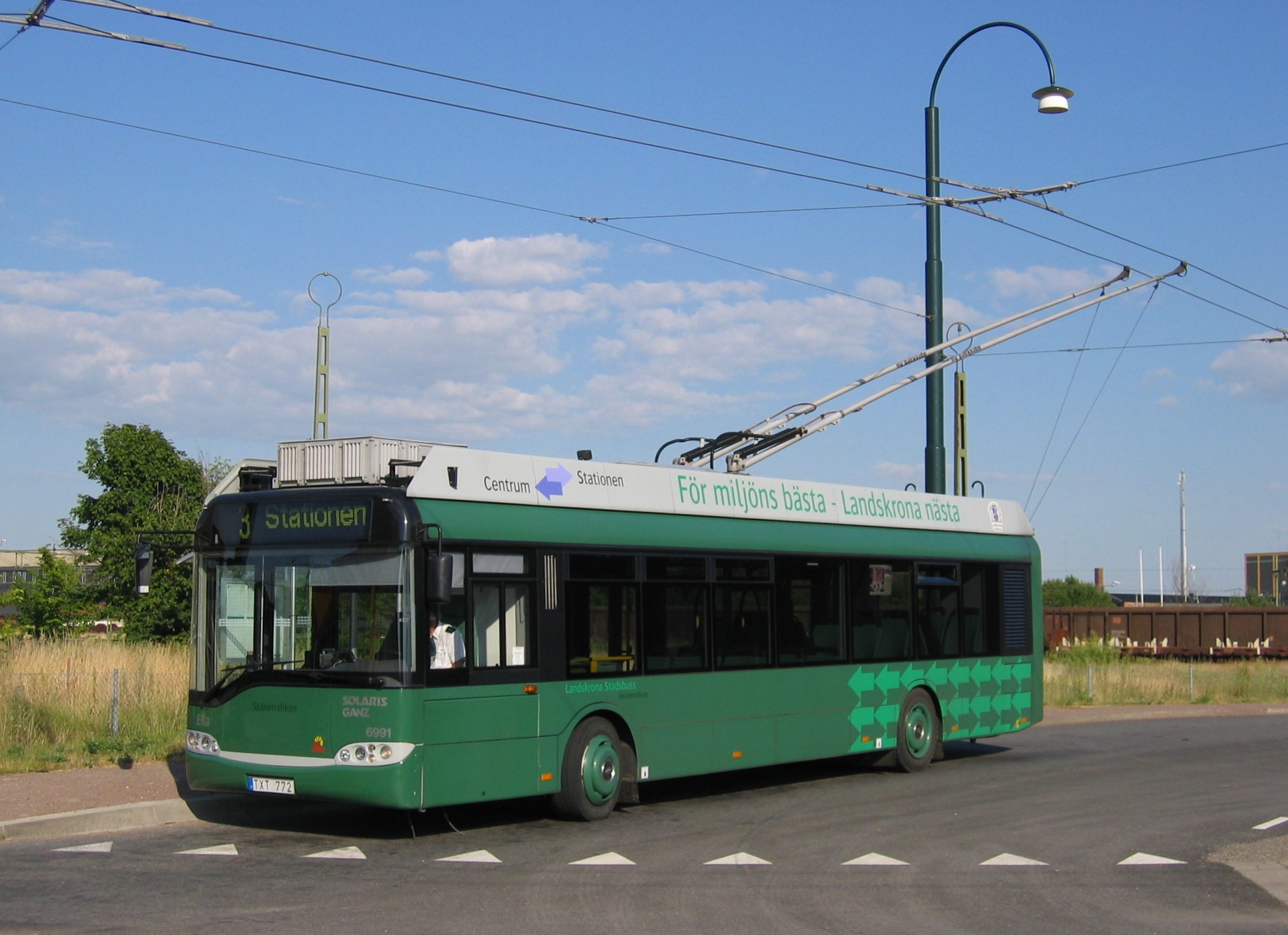
Trådbuss av modell Solaris Trollino i Landskrona

Landskronas stadsbusstrafik består av fem linjer, varav linje 3 körs med trådbuss.

## Stadsbusslinjenätet i Landskrona
Landskrona fick ett nytt stadsbusslinjenät den 11 december 2011.
| Linje | Sträckning                                            |
| ----- | ----------------------------------------------------- |
| 1     | Skeppsbron - Stationen - Säbyholm                     |
| 2     | V. Fäladen - Centrum - Guldängen                      |
| 3     | Stationen - Skeppsbron                                |
| 4     | Borstahusen - Stationen                               |
| 5     | Borstahusen - Skeppsbron - Handelsområdet - Stationen |

Landskronas stadsbusstrafik bestod fram till den 10 december 2011 av fyra linjer. Nummer 5 tillkom den 11 december 2011.
Trots att det är fyra linjenummer är det omloppsmässigt och för resenären egentligen två linjer, då bussarna vid Koppargården byter mellan linje 1 och 2 och vid Erikstorps kungsgård byter de mellan 4 och 5.

## Trådbusslinjen
Den går på en linje mellan järnvägsstationen i utkanten av Landskrona och stadens centrum, med linjenumret 3. Det är den enda trådbusslinjen i Sverige (2022). Den körs av Nobina på uppdrag av Skånetrafiken.
Linjen sattes i trafik den 27 september 2003. Bussarna köptes av Landskrona kommun. För att öka turtätheten beställde Region Skåne i september 2009 en fjärde trådbuss (för 4,3 Mkr), och dessutom köptes de tre första trådbussarna av kommunen (för 2,2 Mkr tillsammans). Den fjärde trådbussen levererades september 2010. Den femte trådbussen levererades 2013.
Det finns i mars 2024 fortfarande fyra trådbussar på linjen. De är av modellen Solaris/Ganz Trollino 12. Bussarna har namnen Ella, Ellen, Elvira, Else-Len och Elvis. Namnen börjar medvetet på "el" som i elektricitet. Alla utom Elvira är i trafik då hon har problem med batteriet och ställdes av i september 2022.
Linjen har blivit populär med 500 000 passagerare per år. Linjen avgår var 6:e minut i rusningstrafik och var 12:e minut under övrig dagtid på vardagar. Det förekommer även diesel- och gasbussar på linjen.
Bakgrunden var att när Västkustbanan fick en ny sträckning skapades en direktförbindelse mellan Malmö och Helsingborg via Landskrona. Därmed kom järnvägsstationen att flyttas tre kilometer från det gamla läget i centrala staden, vilken enbart hade förbindelse söderut mot Malmö. En busslinje blev därför nödvändig mellan den nya stationen och centrum. Den nya stationspendeln skulle vara modern, miljövänlig och ha hög turtäthet. Tekniska verken i Landskrona kommun undersökte olika fordonsalternativ för linjen, exempelvis spårvagn, batteribuss, hybridbuss och magnetbana. Till sist beslutade man sig för att använda trådbussar. De ansågs mest miljövänliga, men kanske framförallt för att trådbuss skulle göra kopplingen till tågen tydligare och skapa ett intresse för linjen.

## Stadsbussar

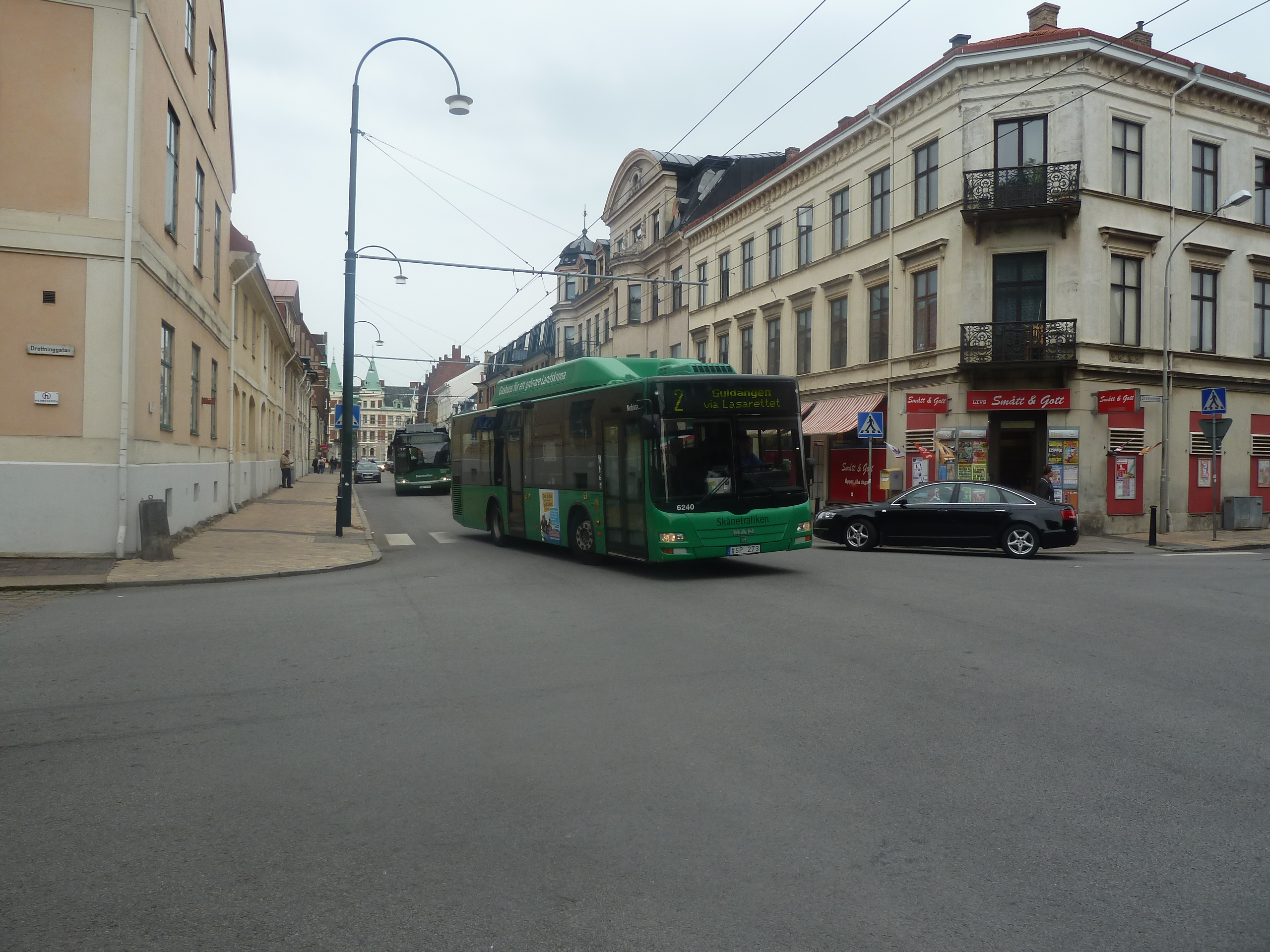
Linje 2 på Storgatan.

Utöver trådbusslinjen finns ytterligare fyra stadsbusslinjer i Landskrona, linje 1, 2, 4 och 5. De körs sedan årsskiftet 2018/2019 med enbart elbussar som laddas i depån. Dock så finns det en gasbuss som reserv som körs vid fel på elbussarna. Alla fyra linjer har avgång var 15:e-20:e minut på dagtid vardagar, fram till en varierande tid på eftermiddagen. Från och med tidtabellsskiftet i december 2011 trafikeras därmed även linje 4 mitt på dagen och dessutom med fler turer på helgen.

## SlideIn-bussar
Åren 2013–2015 gjordes försök med så kallade SlideIn-bussar. SlideIn-tekniken möjliggör eldrift även utanför trådbusslinjesträckningen, eftersom fordonet är utrustat med ett batteri.